# Liste des sénateurs de l'Essonne
Cette liste présente les sénateurs élus dans le département français de l’Essonne depuis sa création le 1er janvier 1968.

## Sénateurs de l’Essonne (mandature 2023-2029)
Liste des sénateurs de l’Essonne durant la période 2023 à 2029.
| Sénateur | Sénateur             | Étiquette | Autres mandats |
| -------- | -------------------- | --------- | --- |
|          | Laure Darcos         | LR        | Sénatrice sortante, conseillère départementale du canton de Gif-sur-Yvette                                             |
|          | Vincent Delahaye     | UDI       | Sénateur sortant, Ancien Maire de Massy (1995-2017)                                                                    |
|          | Jocelyne Guidez      | UDI       | Sénatrice sortante, ancienne Présidente de la CC Le Dourdannais en Hurepoix Ancienne Maire de Saint-Chéron (2008-2017) |
|          | Jean-Raymond Hugonet | DVD       | Sénateur sortant, ancien conseiller régional (2015-2017) Ancien Maire de Limours (2001-2017)                           |
|          | David Ros            | PS        | Conseiller départemental du canton de Palaiseau Maire d'Orsay (2008-2023)                                              |

## Sénateurs de l’Essonne (mandature 2017-2023)
| Sénateur | Sénateur             | Étiquette | Autres mandats |
| -------- | -------------------- | --------- | --- |
|          | Laure Darcos         | LR        | Conseillère départementale du canton de Gif-sur-Yvette                                                             |
|          | Vincent Delahaye     | UDI       | Sénateur sortant Maire de Massy (1995-2017)                                                                        |
|          | Jocelyne Guidez      | UDI       | Présidente de la CC Le Dourdannais en Hurepoix Maire de Saint-Chéron                                               |
|          | Jean-Raymond Hugonet | DVD       | Conseiller régional Maire de Limours                                                                               |
|          | Olivier Léonhardt    | DVG       | Président de la CA Cœur d'Essonne agglomération Ancien maire de Sainte-Geneviève-des-Bois Décédé le 2 février 2022 |
|          | Daphné Ract-Madoux   | MoDem     | Conseillère municipale de Yerres                                                                                   |

## Sénateurs de l’Essonne (mandature 2011-2017)
|  | Identité                                                                                 | Étiquette    | Autres mandats                                                                                     |
|  | ---------------------------------------------------------------------------------------- | ------------ | -------------------------------------------------------------------------------------------------- |
|  | Michel Berson                                                                            | PS puis LREM | Conseiller général du canton d'Évry-Nord                                                           |
|  | Claire-Lise Campion                                                                      | PS           | Conseiller général du canton d'Étréchy                                                             |
|  | Serge Dassault                                                                           | UMP puis LR  | Conseiller départemental de l'Essonne                                                              |
|  | Vincent Delahaye                                                                         | PR puis UDI  | Maire de Massy                                                                                     |
|  | Jean-Vincent Placé puis le 12/03/2016 Bernard Vera puis le 18/06/2017 Jean-Vincent Placé | EÉLV         | Conseiller régional d'Île-de-France Maire de Briis-sous-Forges Conseiller régional d'Île-de-France |

## Sénateurs de l’Essonne (mandature 2004-2011)
|  | Identité                                                  | Étiquette | Autres mandats                         |
|  | --------------------------------------------------------- | --------- | -------------------------------------- |
|  | Laurent Béteille                                          | UMP       | Maire de Brunoy                        |
|  | Claire-Lise Campion                                       | PS        | Conseiller général du canton d'Étréchy |
|  | Serge Dassault                                            | UMP       | Maire de Corbeil-Essonnes              |
|  | Jean-Luc Mélenchon puis le 08/01/2010 Marie-Agnès Labarre | PG        |                                        |
|  | Bernard Véra                                              | PCF       | Maire de Briis-sous-Forges             |

## Sénateurs de l’Essonne (mandature 1995-2004)
|  | Identité                                                  | Étiquette | Autres mandats |
|  | --------------------------------------------------------- | --------- | --- |
|  | Xavier Dugoin puis le 17/01/2001 Laurent Béteille         | RPR       | Maire de Mennecy, Président du Conseil général de l'Essonne Maire de Brunoy                                           |
|  | Paul Loridant                                             | MDC       | Maire des Ulis |
|  | Jean-Luc Mélenchon puis le 28/04/2000 Claire-Lise Campion | PS        | Conseiller général du canton de Massy-Ouest Maire de Bouray-sur-Juine, Conseiller général du canton d'Étréchy         |
|  | Michel Pelchat puis le 13/02/2004 Bernard Mantienne       | RPR       | Conseiller général du canton de Gif-sur-Yvette Maire de Verrières-le-Buisson, conseiller général du canton de Bièvres |
|  | Jean-Jacques Robert puis le 19/03/2000 Max Marest         | RPR       | - Maire de Breuillet, conseiller général du canton de Saint-Chéron                                                    |

## Sénateurs de l’Essonne (mandature 1986-1995)
|  | Identité                                          | Étiquette | Autres mandats |
|  | ------------------------------------------------- | --------- | --- |
|  | Jean Colin puis le 14/05/1988 Jean-Jacques Robert | UDF RPR   | Maire de Longjumeau Maire de Mennecy |
|  | Paul Loridant                                     | PS        | Maire des Ulis, conseiller général du canton des Ulis                                                                                   |
|  | Jean-Luc Mélenchon                                | PS        | Conseiller général du canton de Massy-Ouest                                                                                             |
|  | Jean Simonin puis le 07/11/1993 Max Marest        | RPR       | Maire de Verrières-le-Buisson, conseiller général du canton de Bièvres Maire de Breuillet, conseiller général du canton de Saint-Chéron |
|  | Robert Vizet                                      | PCF       | |

## Sénateurs de l’Essonne (mandature 1977-1986)
|  | Identité               | Étiquette | Autres mandats                     |
|  | ---------------------- | --------- | ---------------------------------- |
|  | Pierre Ceccaldi-Pavard | UDF       | Maire de Dourdan                   |
|  | Jean Colin             | UDF       | Maire de Longjumeau                |
|  | Pierre Gamboa          | PCF       |                                    |
|  | Pierre Noé             | PS        |                                    |
|  | Jean Ooghe             | PCF       | Maire de Sainte-Geneviève-des-Bois |

## Sénateurs de l’Essonne (mandature 1968-1977)
|  | Identité                                       | Étiquette   | Autres mandats |
|  | ---------------------------------------------- | ----------- | --- |
|  | Jean Colin                                     | UDF         | Maire de Longjumeau                                                                                                  |
|  | Louis Namy puis le 01/11/1975 Raymond Brosseau | PCF         | Conseiller général du canton d'Arpajon Conseiller général du canton de Savigny-sur-Orge et Maire de Savigny-sur-Orge |
|  | Pierre Prost                                   | Non inscrit | Président du Conseil général de l'Essonne                                                                            |